# مطبخ بوليفي

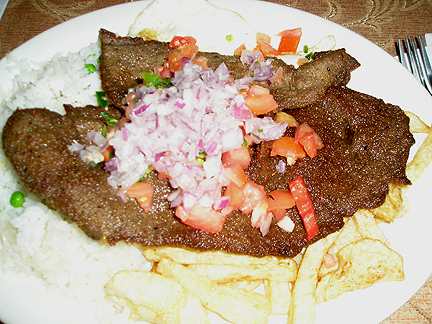
طبق سيلبانتشو

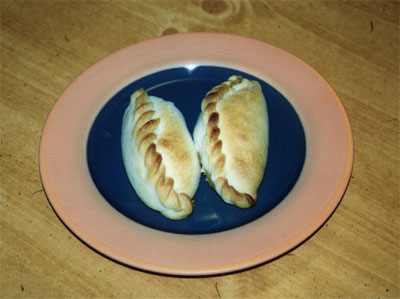
طبق سالتيناس

المطبخ البوليفي ينبع من المزج بين مكونات المطبخ الأسباني والاطباق المحلية وتقاليد شعب أيمارا. إضافة التاثيرات المتاخرة للمهاجرين القادمين من الارجنتين وإيطاليا وفرنسا وإيطاليا إضافة إلى المهاجرين العرب وغيرهم.
المكون الاساسي للمطبخ البوليفي هو الذرة والبطاطا والكينوا والفاصوليا. وامتزجت هذه المكونات مع عدد من العناصر الغذائية التي جلبت بواسطة الاسبان مثل الرز والقمح واللحوم بانواعها: لحم البقر ولحم الخنزير والدجاج.
وتختلف اطباق المطبخ البوليفي تبعاً للموقع الجغرافي، ففي غرب بوليفيا حيث هضبة ألتيبلانو وبسبب ارتفاع الأرض وبرودة المناخ يميل السكان إلى إضافة التوابل، اما في المناطق المنخفضة حيث الأراضي الامازونية فتتميز الاطباق بالتركيز على الفاكهة والخضار واليكة والاسماك.
من أشهر المعجنات البوليفية طبق سالتيناس، ومن ابرز اطباق المطبخ البوليفي الغنية بالكربوهيدرات طبق سيلبانتشو.